# 施之勉
施之勉（1891年—1990年），字敦臨。江蘇無錫人。中国历史學家。

## 生平
他早年毕业于南京高等師範學校歷史系，曾受業于江易園、王伯沆、柳翼謀、向仙喬、劉伯明、李叔同等學者。畢業後曾執教廈門集美師範學校、江蘇省立第三師範學校、國立政治大學。曾任無錫縣立中學校長。民國37年（1948年）他偕夫人沈韻秋、幼子施肇錫到臺灣。此后他曾出任成功大學中文系首任系主任。

## 著作
- 《古史摭實》
- 《漢史考》
- 《史記會注考證訂補》
- 《史漢疑辨》
- 《後漢書集解補》
- 《史記塚墓記》
- 《漢書補注又補》
- 《秦會要》